# Xantolis tomentosa
Xantolis tomentosa là một loài thực vật có hoa trong họ Hồng xiêm. Loài này được William Roxburgh miêu tả khoa học đầu tiên năm 1795 dưới danh pháp Sideroxylon tomentosum. Năm 1838 Constantine Samuel Rafinesque chuyển nó sang chi Xantolis.

## Tên gọi
Tại Việt Nam gọi là cheo, găng, chéo.

## Phân bố
Loài này có tại Ấn Độ, Campuchia, Myanmar, Sri Lanka và Việt Nam.

## Mô tả
Cây gỗ cao đến 10-15 m. Thân cây nứt nẻ, khía rãnh nông, nứt dọc; vỏ cây màu nâu ánh đỏ nhạt, bong mảng vỏ lớn không đều; vết bong hơi hồng. Thân và cành có gai; Cành non thon búp măng, có bì khẩu, lông tơ màu xám hay màu gỉ sắt, sau chuyển thành nhẵn nhụi. Cành già có gai mập. Nhựa mủ trắng, nhiều. Lá đơn, mọc so le hay mọc vòng, không lá kèm; cuống lá dài 0,4-1,0 cm, thanh mảnh, mặt cắt ngang phẳng lồi, có lông tơ; phiến lá 4-13 x 1,5-5 cm, hình elip, hình trứng ngược hẹp đến hình elip-hình trứng ngược, đỉnh gần nhọn hay tù, đáy hình nêm hoặc giảm dần, mép lá nguyên, giống da, có lông len mặt dưới khi non, nhẵn nhụi khi già. Gân bên 8-12 đôi, hình lông chim, thanh mảnh; gân con dạng mắt lưới. Hoa lưỡng tính, mọc thành chùm ở nách lá, màu trắng hay trắng ánh vàng, có hương thơm; cuống hoa dài khoảng 0,4-0,7 cm, có lông măng. Lá đài 3-3,6 x 3 mm, hình trứng, nhọn, có lông, bên trong nhỏ hơn. Thùy tràng hoa dài 5-6(-10) mm, hình chuông, ống tràng tròn, họng rậm lông, thùy hình mác. Nhị 6; chỉ nhị thẳng, có lông ở đáy; bao phấn hình trứng hay hình mác, hướng ra ngoài; nhị lép 4, hình chỉ, có lông với đáy rộng. Bầu nhụy thượng, 5 ngăn, rậm lông, hình nón; lá noãn trên thực giá noãn đính trụ; vòi nhụy dài 10 mm, hình trụ; đầu nhụy nhỏ. Quả mọng màu xanh, hình trứng-elipxoit, dài khoảng 2,5 x 1,5 cm, nhọn đột ngột; hạt 1-2 (mặc dù có sự phát triển thô sơ của 5 hạt), hình elipxoit, màu nâu, bóng.
Mô tả của sách Cây cỏ VIệt Nam cho quần thể ở Việt Nam (Xantolis dongnaiensis) là: Đại mộc 10-15 m, có gai; chồi non có lông. Phiến lá bầu dục, dài 11-13 cm, mỏng, không lông, gân phụ mịn, 8-12 cặp. Chụm, cọng hoa 8 mm; đài 4,5 mm, có lông; vành cao 4,2 mm; tiểu nhụy lép 5, có bìa rìa; noãn sào có lông. Trái dài 2,5 cm; hột 1-2, to 20 x 11 mm, thẹo dài mm; phôi nhũ dày. Quảng Trị, Đồng Nai; IX-IV, 9-4.